# Sankt Nikola an der Donau
Sankt Nikola an der Donau est une commune autrichienne du district de Perg en Haute-Autriche.

## Géographie
Situé dans une dépression du plateau granitique autrichien, ce village possède le point le plus bas (228 m) du Mühlviertel, au lieu-dit d'Hirschenau.